# حماض بستاني
الحُمَّاض البُسْتَانِيّ  أو الحُمَّاض الأَسْفَانَاخِيّ أو الحماض الصغير، حمبضة، حميض أو رواند بري أو سلق بري أو حماض بري (بالإنجليزية: Sorrel)‏، واسمه العلمي .Rumex acetosa L، هو نوع من الحُمَّاض.
الحماض البستاني نوعان، الأول عشبه يبلغ ارتفاعه نحو 30 سم ويسمى الحماض البستاني الصغير.
أوصافها: ساقه مشربة بحمرة وأوراقه بشكل الحربة فوق ساق طويله غليظة نوعاً ما، ومذاقها شديد الحموضة وأزهاره صغيرة خضراء مشربة بحمرة.
الجزء الطبي منها الأوراق في فصل الربيع.
المواد الفعالة فيها: ثاني أوكسالات البوتاس مع حامض الأوكسالات (منق للدم) ويكثر فيه فيتامين ج.

## استعماله الطبي
لا يستعمل من الخارج. أما من الداخل، يستعمل لمعالجة الإمساك عند الشيوخ كبار السن، ومعالجة احتقان الصفراء (أبو صفار) وذلك بأكل مقدار حفنة منه في اليوم مع السلطات أو يعصر ويشرب مقدار ملعقة صغيرة أو ملعقتين يومياً في ماء محلى بالسكر. ولا يجوز استعمال الحماض إذا وجدت أمراض في الكلى أو النقرس أو تكون الحصاة البولية وفي حالات الإسهال.